# ماسیمیلیانو کاپیولی
ماسیمیلیانو کاپیولی (به ایتالیایی: Massimiliano Cappioli) بازیکن فوتبال و اهل ایتالیا است که از سال ۱۹۹۴ میلادی عضو تیم ملی فوتبال ایتالیا بوده و در ۱ بازی ملی حضور داشته‌است. او در بازی‌های ملی‌اش گلی به ثمر نرساند.
ماسیمیلیانو کاپیولی آخرین بازی ملی خود را در سال ۱۹۹۴ میلادی انجام داد.